# Erich Dunskus
Erich Dunskus, född 27 juli 1890 i Pillkallen, Ostpreussen (nu Dobrovolsk, Kaliningrad), död 25 november 1967 i Hagen, Västtyskland, var en tysk skådespelare. Dunskus arbetade både inom teater och film. Han medverkade i tysk film från 1927 fram till 1961, samt i TV-produktioner fram till 1967. Han var en utpräglad birollsskådespelare.

## Filmografi (i urval)
- 1932 – Kärlek per telefon
- 1936 – Allotria
- 1937 – De sju örfilarna
- 1937 – Den falske Sherlock Holmes
- 1937 – Den sönderslagna krukan
- 1938 – Blåräven
- 1938 – Steputat & Co.
- 1939 – Bel Ami
- 1940 – Älskaren i skåpet
- 1942 – Ett möte i natten
- 1943 – Det gudomliga lättsinnet
- 1943 – Paracelsus
- 1946 – Under broarna
- 1949 – Flickor bakom galler
- 1950 – Bürgermeister Anna
- 1954 – Skandal i sista ringen
- 1955 – Guld från Berlin
- 1955 – Råttorna
- 1960 – Det sista vittnet